# Brad Hand
Bradley Richard Hand (né le 20 mars 1990 à Minneapolis, Minnesota, États-Unis) est un lanceur gaucher des Padres de San Diego de la Ligue majeure de baseball.

## Carrière

### Marlins de Miami
Brad Hand est le choix de deuxième ronde des Marlins de la Floride en 2008.
Le lanceur partant fait ses débuts dans les majeures pour les Marlins le 7 juin 2011. Malgré une solide performance à son premier départ, où il n'accorde qu'un point aux Braves d'Atlanta en six manches de travail au monticule, les Marlins s'inclinent 1-0 et Hand écope de la défaite. Il retire six frappeurs sur des prises et n'accorde qu'un seul coup sûr : un circuit en solo à Álex González pour le seul point du match. Après avoir perdu trois fois en trois départs, Hand n'est pas impliqué dans la décision à son quatrième départ et c'est lors de sa cinquième sortie avec le club de Floride qu'il remporte enfin sa première victoire dans les majeures, le 7 juillet lorsqu'il blanchit les Astros de Houston en sept manches. C'est sa seule victoire de la saison puisqu'il subit 8 défaites contre un seul match gagné, malgré une moyenne de points mérités honorable de 4,20 en 60 manches lancées sur 12 départs. Lors de ses huit défaites de la saison, les Marlins n'ont marqué qu'un point en trois occasions et ont été blanchis deux fois.

### Padres de San Diego
Le 8 avril 2016, Hand est réclamé au ballottage par les Padres de San Diego. Après avoir alterné entre les postes de lanceur partant et de releveur depuis son entrée dans les majeures, le gaucher est employé uniquement en relève par San Diego en 2016. Ses 82 matchs joués représentent le plus grand nombre parmi les lanceurs des Ligues majeures cette saison-là et il maintient une très bonne moyenne de points mérités de 2,92 avec 111 retraits sur des prises en 89 manches et un tiers lancées.
Hand est invité au match des étoiles 2017, honorant sa première sélection en carrière.
En juillet 2017, Hand n'accorde aucun point à l'adversaire et réussit 19 retraits sur des prises en 11 manches et un tiers lancées pour être élu releveur du mois dans la Ligue nationale.